# Jamesbrittenia albiflora
Jamesbrittenia albiflora là một loài thực vật có hoa trong họ Huyền sâm. Loài này được (Verd.) Hilliard mô tả khoa học đầu tiên năm 1992.